# Erythrococca africana
Erythrococca africana är en törelväxtart som först beskrevs av Henri Ernest Baillon, och fick sitt nu gällande namn av David Prain. Erythrococca africana ingår i släktet Erythrococca och familjen törelväxter. Inga underarter finns listade i Catalogue of Life.